# Полтавський (Волгоградська область)
Полтавський (рос. Полтавский) — хутір у Новоаннінському районі Волгоградської області Російської Федерації.
Населення становить 102 особи. Входить до складу муніципального утворення Новокиївське сільське поселення.

## Історія
Хутір розташований у межах українського історичного та культурного регіону Жовтий Клин.
Згідно із законом від 21 грудня 2004 року № 970-ОД органом місцевого самоврядування є Новокиївське сільське поселення.

## Населення
| 2010 |
| ---- |
| 102  |